# Auskerry
Auskerry (popolata da 5 abitanti secondo il censimento del 2001) è una piccola isola situata nel gruppo est delle Isole Orcadi. Si trova a sud di Stronsay e ospita un faro, completato nel 1866. Il nome dell'isola deriva dalla lingua norrena e traducibile è come "isola rocciosa dell'est".
L'isola è rimasta disabitata per un certo periodo dopo l'automatizzazione del faro negli anni sessanta.
Attualmente è abitata da una famiglia che mantiene delle pecore sull'isola. L'isola è popolata da una fauna varia e vi si trova un relitto di una nave affondata. La posta viene mandata una volta al mese tramite una barca da pesca.
Auskerry è stata designata come area protetta a causa dell'importanza come luogo di nidificazione della Sterna paradisaea e lo Storm Petrel. Almeno il 4,2% della popolazione degli Storm Petrel nel Regno Unito nidificano sull'isola.